# Хачатрян, Армен Авагович
Арме́н Ава́гович Хачатря́н (арм. Արմեն Ավագի Խաչատրյան, 13 августа 1957, Ереван — 3 июня 2020) — армянский государственный деятель и дипломат.

## Биография
- 1973—1978 — филологический факультет Армянского педагогического института им. Х. Абовяна. Награждён орденом «Содружество» МПА СНГ (2001), высшей наградой Ортодоксальной церкви, орденом «Святого Андрея» (2001).
- 1978—1980 — преподаватель армянского языка и литературы в средней школе Дзорахпюр.
- 1980—1981 — заведующий отделом государственной картинной галереи Армении.
- 1981—1985 — инструктор Ереванского горкома комсомола.
- 1985—1987 — инструктор Шаумянского райкома КПА.
- 1987—1990 — директор Ереванской средней школы № 191.
- 1991—1999 — член соучредитель и проректор по научно-учебной работе Ереванского университета «Рачья Ачарян» профессор.
- 1998 — биографическим институтом США признан «Человеком года». Присуждена премия международного фонда православных народов «За выдающуюся деятельность по укреплению единства православных народов» (2001).
- 30 мая 1999 — избран депутатом парламента. Председатель постоянной комиссии по внешним сношениям. Член совета межпарламентской ассамблеи государств-участников СНГ. Был сопредседателем предвыборного штаба блока «Единство», один из основателей Народной партии Армении и секретарь правления НПА.
- С июня по декабрь 1999 — был председателем парламентской ассамблеи Черноморского экономического сотрудничества.
- 1999—2003 — был спикером парламента Армении. Академик Нью-Йоркской академии наук. Биография включена в энциклопедию «Выдающиеся люди».
- 2004—2010 — чрезвычайный и полномочный посол Армении на Украине (на Украине с 2003 года) и в Республике Молдова[2].
- с 2010 — 2017 — чрезвычайный и полномочный посол Армении в Белоруссии и постоянный представитель Армении в СНГ[3]. Согласно публикации в прессе освобожден от должности в связи с арестом в Минске и экстрадикцией Азербайджану блогера Лапшина, который посещал непризнанную НКР[4].

## Имущественный спор
В связи с конфликтом с организацией арендующей помещение в здании бывшего университета Ачаряна в центральном районе Еревана, Хачатрян в качестве собственника здания прибег к обращению в полицию, которая согласно его заявлению освободила помещение от съемщика.

## Награды
- Орден «Содружество» (18 апреля 2001 года, Совет Межпарламентской Ассамблеи государств — участников СНГ) — за активное участие в деятельности Межпарламентской Ассамблеи и её органов, вклад в укрепление дружбы между народами государств — участников Содружества[5].